# جام بین‌المللی قهرمانان
جام بین‌المللی قهرمانان (به انگلیسی: International Champions Cup) مجموعه بازی‌های رسمی پیش فصل است که از سال ۲۰۱۳ در تابستان به عنوان تور پیش فصل برگزار می‌شود. در سال ۲۰۱۳ و ۲۰۱۴ ایالات متحده آمریکا و در سال ۲۰۱۵ ایالات متحده آمریکا همراه با چین و استرالیا میزبان این رقابت‌ها هستند. در حال حاضر رئال مادرید با سه قهرمانی پر افتخارترین تیم رقابت‌ها می‌باشد.
رکورد بیشترین تماشاگر مسابقات مربوط به بازی منچستر یونایتد و رئال مادرید در سال ۲۰۱۴ در ورزشگاه میشیگان با ۱۰۹۳۱۸ تماشاگر می‌باشد.
سال 2017 الکلاسیکو بین رئال مادرید و بارسلونا برگزار شد که در آخر بارسا توانست رئال را شکست دهد.فصل های۲۰۲۰ و۲۰۲۱به دلیل همه گیری 19-COVIDلغو شد.

## حامی مالی
در دو سال اول برگزاری رقابت‌ها (۲۰۱۳–۲۰۱۴)، گینس به عنوان حامی برای کل مسابقات که در آن زمان تنها در آمریکای شمالی برگزار می‌شد اعلام آمادگی کرد.
برای سال ۲۰۱۵، یک حامی مالی منحصر به فرد برای هر یک از مسابقات منطقه ای وجود دارد. حامی مسابقات آمریکای شمالی گینس و مسابقات استرالیا آئودی است.

## قهرمانان

### نسخه کشوری (۲۰۱۳–۲۰۱۷)
|         | آمریکای شمالی و اروپا | آمریکای شمالی و اروپا | استرالیا    | استرالیا       | چین         | چین         | سنگاپور    | سنگاپور     |
| مسابقات | قهرمان                | نایب قهرمان           | قهرمان      | نایب قهرمان    | قهرمان      | نایب قهرمان | قهرمان     | نایب قهرمان |
| ------- | --------------------- | --------------------- | ----------- | -------------- | ----------- | ----------- | ---------- | ----------- |
| ۲۰۱۳    | رئال مادرید           | چلسی                  | برگزار نشد  | برگزار نشد     | برگزار نشد  | برگزار نشد  | برگزار نشد | برگزار نشد  |
| ۲۰۱۴    | منچستر یونایتد        | لیورپول               | برگزار نشد  | برگزار نشد     | برگزار نشد  | برگزار نشد  | برگزار نشد | برگزار نشد  |
| ۲۰۱۵    | پاری سن ژرمن          | نیویورک رد بولز       | رئال مادرید | رم             | رئال مادرید | میلان       | برگزار نشد | برگزار نشد  |
| ۲۰۱۶    | پاری سن ژرمن          | لیورپول               | یوونتوس     | اتلتیکو مادرید | دورتموند    | منچستر سیتی | برگزار نشد | برگزار نشد  |
| ۲۰۱۷    | بارسلونا              | منچستر سیتی           | برگزار نشد  | برگزار نشد     | دورتموند    | اینتر       | اینتر      | بایرن مونیخ |

### نسخه سراسری(جهانی)(۲۰۱۸)
| مسابقات | تیم ها                          | قهرمان                          | نایب قهرمان                     |
| ------- | ------------------------------- | ------------------------------- | ------------------------------- |
| ۲۰۱۸    | 18                              | تاتنهام هاتسپر                  | بورسیا دورتمند                  |
| ۲۰۱۹    | 12                              | بنفیکا                          | اتلتیکو مادرید                  |
| ۲۰۲۰    | به دلیل همه گیری 19-COVIDلغو شد | به دلیل همه گیری 19-COVIDلغو شد | به دلیل همه گیری 19-COVIDلغو شد |
| ۲۰۲۱    | به دلیل همه گیری 19-COVIDلغو شد | به دلیل همه گیری 19-COVIDلغو شد | به دلیل همه گیری 19-COVIDلغو شد |

## فهرست قهرمانان
| باشگاه          | قهرمانی | نایب قهرمانی | فصل‌های قهرمانی   |
| --------------- | ------- | ------------ | ---------------- |
| رئال مادرید     | ۳       | ۰            | ۲۰۱۳، ۲۰۱۵، ۲۰۱۵ |
| دورتموند        | ۲       | ۱            | ۲۰۱۶، ۲۰۱۷       |
| پاری سن ژرمن    | ۲       | ۰            | ۲۰۱۵، ۲۰۱۶       |
| اینتر           | ۱       | ۱            | ۲۰۱۷             |
| بارسلونا        | ۱       | ۰            | ۲۰۱۷             |
| بنفیکا          | ۱       | ۰            | ۲۰۱۹             |
| تاتنهام         | ۱       | ۰            | ۲۰۱۸             |
| منچستر یونایتد  | ۱       | ۰            | ۲۰۱۴             |
| یوونتوس         | ۱       | ۰            | ۲۰۱۶             |
| اتلتیکو مادرید  | ۰       | ۲            |                  |
| لیورپول         | ۰       | ۲            |                  |
| منچستر سیتی     | ۰       | ۲            |                  |
| بایرن مونیخ     | ۰       | ۱            |                  |
| چلسی            | ۰       | ۱            |                  |
| رم              | ۰       | ۱            |                  |
| میلان           | ۰       | ۱            |                  |
| نیویورک رد بولز | ۰       | ۱            |                  |

### قهرمانی بر پایه کشور
| کشور     | تعداد قهرمانی | برندگان                         |
| -------- | ------------- | ------------------------------- |
| اسپانیا  | ۴             | رئال مادرید (۳)، بارسلونا (۱)   |
| آلمان    | ۲             | دورتموند (۲)                    |
| انگلستان | ۲             | منچستر یونایتد (۱)، تاتنهام (۱) |
| ایتالیا  | ۲             | یوونتوس (۱)، اینتر (۱)          |
| فرانسه   | ۲             | پاری سن ژرمن (۲)                |
| پرتغال   | ۱             | بنفیکا (۱)                      |